# 鮑德雷 (密西西比州)
鮑德雷（英語：Bowdre）是位於美國密西西比州蒂尼卡縣的非建制地區。

## 歷史
鮑德雷的郵局於1888年設立，其後於1918年停運。

## 地理
鮑德雷所處的海拔為高於海平面61米（即200英呎），而該地所採用的時區為UTC-6，即北美中部時區（CST）。同時該地設有夏令時間，為UTC-6調快一小時，即UTC-5（CDT）。